# Voacamine
La  voacamine, également connue sous les anciens noms de voacanginine et vocamine, est un produit naturel dimère alcaloïde indolique de type sécologanine, trouvé dans un certain nombre de plantes, dont Voacanga africana.

## Structure chimique
Il y a beaucoup de confusion au sujet de la conformation stéréochimique absolue de la voacamine et la structure absolue publiée à l'origine a dû être révisée ultérieurement,.